# Sasha Cohen
Sasha Cohen (született: Alexandra Pauline Cohen) (Westwood, Los Angeles, Kalifornia, 1984. október 26. –) amerikai műkorcsolyázónő. Ő a 2002-es Grand Prix Döntő aranyérmese, a 2006-os torinói Olimpia ezüstérmese,  és a 2006-os amerikai bajnok.

## Élete
Cohen Westwoodban született, California államban, Los Angeleshez közel. Édesanyja Galina Feldman, Ukrajnából Amerikába emigrált zsidó és egykori balettművész, apja, Roger Cohen amerikai zsidó. Sasha 2002-ben végzett a Futures High School diákjaként Mission Viejóban, Californiában. Egy húga van, Natalia (Natasha) Cohen. Jól beszél oroszul.
2005-ben kiadta önéletrajzi könyvét, a Fire on Ice-t.

## Karrier
Kiskorában tornásznak készült, 7 évesen váltott műkorcsolyára.
Első komoly versenye a 2000-es Amerikai Nemzeti Bajnokság volt, ahol első helyen állt a rövid program után, majd második lett a kűrben, és végül ezüstérmes lett Michelle Kwan mögött. Bejutott a világbajnoki amerikai csapatba, de fiatal kora miatt nem indulhatott el a Világbajnokságon. Elindult a Junior Világbajnokságon, de nem nyert érmet.

### Senior pályafutása
Cohen sérülés miatt nem indult el a 2001-es Amerikai Bajnokságban, viszont 2002-ben, 17 évesen ismét ezüstérmes lett, így kijutott a 2002-es Salt Lake City-i Téli Olimpiára. Negyedik helyen végzett. Ugyancsak negyedik lett a 2002-es naganói Világbajnokságon.
A 2002-2003-as szezonban Tatiana Tarasovához ment edzeni, otthagyta korábbi edzőjét, John Nickset. Megnyerte a 2002-es Skate Americát és a Trophée Lalique-ot, és ezt követően a 2002-es Grand Prix Döntőt is. A 2003-as Amerikai Bajnokságon bronzérmes lett, az ezt követő washingtoni Világbajnokságon pedig újra negyedik lett.
A legjobb éve a 2003-2004-es szezon volt. Megnyerte a Skate Canadát, a Skate Americát és a Trophée Lalique-ot, és ezüstérmes lett Fumie Suguri mögött a 2003-as Grand Prix Döntőben. A szezon közepén edzőt váltott, Tarasovától Robin Wagnerhez ment, aki a 2002-es olimpiai bajnok, Sarah Hughes edzője is volt. Ezüstérmes lett a 2004-es Amerikai Bajnokságban. A 2004-es Világbajnokságon is második lett, Shizuka Arakawa mögött, de legyőzte Michelle Kwant, aki évek óta mindig előtte végzett a hazai bajnokságban.
A 2004-2005-ös szezonban visszatért első edzőjéhez, John Nickshez. Sérülés miatt nem vett részt a Grand Prix-ken. Az Amerikai Bajnokságban ismét ezüstérmes lett, csakúgy, mint a moszkvai Világbajnokságon, ezúttal Irina Slutskaya mögött.
A 2005-2006-os olimpiai szezonban visszalépett első Grand Prix-jétől, a Skate Americától, viszont elindult a Trophée Eric Bompard-on, ahol ezüstérmes lett a 15 éves Mao Asada mögött. 2006-ban először sikerült megnyernie az Amerikai Bajnokságot, a kilencszeres bajnok, Michelle Kwan távollétében, így első számú amerikaiként jutott ki a torinói Olimpiára.
Torinóban Cohen első helyen állt a rövid program után, 0.03 ponttal Irina Slutskaya előtt. A kűrben elesett a tripla lutzban és kilépett a tripla flipből, ezután még 5 tökéletes tripla ugrást mutatott be. Ezüstérmes lett Shizuka Arakawa mögött, Irina Slutskaya végzett a harmadik helyen.
Egy hónappal később elindult a calgaryi világbajnokságon. Első helyen állt a rövid program után, viszont a kűrben hétből három ugráseleme hibásan sikerült, így visszacsúszott a harmadik helyre. Program komponensei viszont a legmagasabbak voltak az egész versenyen. Aranyérmes Kimmie Meissner, ezüstérmes Fumie Suguri lett.

### Torino után
2006 áprilisában Cohen megkezdte a szereplést a Champions on Ice show-jain. 2006. április 15-én bejelentette, versenyezni akar a 2010-es vancouveri Olimpiáig.
2006 decemberében bejelentette, hogy nem indul el a 2007-es Amerikai Bajnokságban, és így kihagyja az egész szezont. Ezt követően nem versenyzett a 2007-2008-as és a 2008-2009-es szezonban sem, de gálákon rendszeresen részt vett. Egyik főszereplője volt a Stars on ice-nak.
Amíg nem versenyzett, filmekben, sorozatokban is vállalt szerepeket.

### Visszatérés a versenyzéshez
2009. május 6-án Cohen bejelentette visszatérését a versenyzéshez. Rafael Arutunianhoz ment edzeni Lake Arrowheadbe, Californiába. A 2009-2010-es Grand Prix-szezonban a Trophée Eric Bompard-ra és a Skate Americára kapott meghívást, de sérülés miatt nem tudott versenyezni.
A 2010-es amerikai bajnokságban debütált új programjaival. A rövidprogram után a második helyen állt, de a kűrjében elesett és több ugrásából is két lábra érkezett. Végül negyedik lett, nem került be az olimpiai csapatba.

## Programok
| Szezon    | Rövid program                                                             | Kűr                                                                           | Gála                                                                        |
| --------- | ------------------------------------------------------------------------- | ----------------------------------------------------------------------------- | --------------------------------------------------------------------------- |
| 2009-2010 | Astor Piazzola: Adios Nonino                                              | Beethoven: Holdfény szonáta                                                   |                                                                             |
| 2008-2009 | Nem versenyzett                                                           | Nem versenyzett                                                               | Rihanna: Don't stop the music                                               |
| 2007-2008 | Nem versenyzett                                                           | Nem versenyzett                                                               | Christina Aguilera: Hurt                                                    |
| 2006-2007 | Nem versenyzett                                                           | Nem versenyzett                                                               | Sarah Brightman: Anytime, anywhere                                          |
| 2005-2006 | Fekete szemek (orosz népzene) - kor.: Nyikolaj Morozov                    | Nino Rota: Rómeo és Júlia (filmzene) - kor.: David Wilson                     | Barbra Streisand: Don't rain on my parade - kor.: John Nicks és Sasha Cohen |
| 2004-2005 | Fekete szemek (orosz népzene) - kor.: Nyikolaj Morozov                    | Csajkovszkij: A diótörő - kor.: Marina Zueva és Igor Spielband                | Barbra Streisand: Don't rain on my parade - kor.: John Nicks és Sasha Cohen |
| 2003-2004 | Ernesto Lecuona: Malaguena - kor.:Tatyjana Taraszova                      | Csajkovszkij: Hattyúk tava - kor.: Tatyjana Taraszova                         | Nino Rota: Rómeo és Júlia (filmzene) - kor.: Tatyjana Taraszova             |
| 2002-2003 | Ernesto Lecuona: Malaguena - kor.:Tatyjana Taraszova                      | Rachmaninov: 2. Zongoraverseny - kor.: Tatyjana Taraszova és Nyikolaj Morozov | Nino Rota: Rómeo és Júlia (filmzene) - kor.: Tatyjana Taraszova             |
| 2001-2002 | Evgeni Doga: My Sweet and Tender Best - kor.: John Nicks és Sasha Cohen   | Bizet: Carmen - kor.: John Nicks és Sasha Cohen                               | Ella Fitzgerald: Hernando's Hideaway - kor.: John Nicks és Sasha Cohen      |
| 2000-2001 | Evgeni Doga: My Sweet and Tender Best - kor.: John Nicks és Sasha Cohen   | Fekete szemek (orosz népzene) - kor.: John Nicks és Sasha Cohen               | Celine Dion: To love you more - kor.: John Nicks és Sasha Cohen             |
| 1999-2000 | Barokk válogatás (Vivaldi és Albinioni) - kor.: John Nicks és Sasha Cohen | Felix Mendelssohn: Hegedűverseny - kor.: John Nicks és Sasha Cohen            | Puccini: Pillangókisasszony - kor.: John Nicks és Sasha Cohen               |